# Croix du cimetière de Cheffreville
La Croix du cimetière de Cheffreville est un monument situé à Cheffreville-Tonnencourt, en Normandie.

## Historique
La croix est datée du XIVe siècle et est inscrite monument historique depuis le 27 octobre 1971.
La croix était initialement située sur le clocher de l'église.

## Description
La croix est faite de fer forgé.